# Grande Cisma
O Grande Cisma foi o evento que causou a ruptura da Igreja Católica, separando-a em duas: Igreja Católica Apostólica Romana e Igreja Católica Apostólica Ortodoxa, a partir do ano 1054, quando os líderes da Igreja de Constantinopla e da Igreja de Roma se excomungaram mutuamente.

## Nomenclatura
Como foi uma excomunhão mútua, isto é, bilateral, a nomenclatura neutra para este evento é Grande Cisma, apesar de fontes católicas romanas frequentemente apontarem para Cisma do Oriente. Algumas fontes ocidentais antigas utilizam Grande Cisma para falar do Cisma do Ocidente, de tal forma que alguns autores chegaram mesmo a preferir a nomenclatura Cisma Oriente-Ocidente ou simplesmente Cisma de 1054.

## História

### Motivos do Cisma
As relações entre Oriente e Ocidente por muito tempo se amarguravam pelas disputas eclesiásticas e teológicas. Proeminente entre essas estavam as questões sobre a fonte do Espírito Santo ("Filioque"), se deve usar pão fermentado ou não fermentado na eucaristia, as alegações do papa de primazia jurídica e pastoral, e a função de Constantinopla em relação à Pentarquia.
O distanciamento entre as duas igrejas cristãs tem formas culturais e políticas muito profundas, cultivadas ao longo de séculos. As tensões entre as duas igrejas datam no mínimo da divisão do Império Romano em oriental e ocidental, e a transferência da capital da cidade de Roma para Constantinopla, no século IV.
Uma diferença crescente de pontos de vista entre as duas igrejas resultou da ocupação do Ocidente pelos outros invasores bárbaros, enquanto o Oriente permaneceu herdeiro do mundo clássico. Enquanto a cultura ocidental foi-se paulatinamente transformando pela influência de povos como os germanos, o Oriente permaneceu desde sempre ligado à tradição da cristandade helenística. Era a chamada Igreja de tradição e rito grego. Isto foi exacerbado quando os papas passaram a apoiar o Sacro Império Romano-Germânico no oeste, em detrimento do Império Bizantino no leste, especialmente no tempo de Carlos Magno. Havia também disputas doutrinárias e acordos sobre a natureza da autoridade papal.
A Igreja de Constantinopla respeitou a posição de Roma como a capital original do império, mas ressentia-se de algumas exigências jurisdicionais feitas pelos papas, reforçadas no pontificado de Leão IX (1048–1054) e depois no dos seus sucessores. Para além disso, existia a oposição do Ocidente em relação ao cesaropapismo bizantino, isto é, a subordinação da Igreja oriental a um chefe secular, como acontecia na Igreja de Constantinopla.
Uma ruptura grave ocorreu de 856 a 867, sob o patriarca Fócio. Sob o pontificado deste, a questão do Filioque tornou-se ponto de discórdia, com a condenação por parte do hierarca de sua inclusão no credo do cristianismo ocidental e a taxação dela como herética. Desse modo, para o futuro as pendências não seriam apenas de natureza disciplinar e litúrgica, mas também de natureza dogmática, com o que se comprometia de modo quase irremediável a unidade da Igreja.

### O Cisma
Quando Miguel Cerulário se tornou patriarca de Constantinopla, no ano de 1043, deu início a uma campanha contra as Igrejas latinas na cidade de Constantinopla, ordenando o fechamento de todas em 1053, envolvendo-se na discussão teológica da natureza do Espírito Santo, questão que viria a assumir uma grande importância nos séculos seguintes.
Em 1054, o legado papal viajou a Constantinopla a fim de repudiar a Cerulário o título de "Patriarca Ecumênico" e insistir que ele reconheça a alegação de Roma de ser a mãe das Igrejas. O principal propósito do legado papal foi procurar ajuda do Império Bizantino em vista da conquista normanda do sul da Itália, e lidar com recentes ataques por Leão de Ácrida contra o uso de pão não fermentado e outros costumes ocidentais, ataques que tinham apoio de Cerulário. Em face da recusa de Cerulário em aceitar as demandas, o líder do legado, cardeal Humberto, excomungou-o, e Cerulário por sua vez excomungou Humberto e os outros legados.

### Solidificação do Cisma e diálogo posterior
O Massacre dos Latinos (1182), a retaliação do Ocidente com o Saque de Tessalônica (1185), o cerco e saque de Constantinopla (1204) na Quarta Cruzada, e a imposição dos patriarcas latinos pelo Império Latino que durou 55 anos tornou a reconciliação mais difícil, e aprofundou ainda mais a ruptura e a desconfiança mútua.
Houve várias tentativas de reunificação, principalmente nos concílios ecumênicos de Lyon (1274) e Florença (1439), mas as reuniões mostraram-se efêmeras. Estas tentativas acabaram efetivamente com a queda de Constantinopla em mãos dos otomanos, em 1453, que ocuparam quase todo o antigo Império Bizantino por muitos séculos. As mútuas excomunhões só foram levantadas em 7 de dezembro de 1965, pelo papa Paulo VI e o patriarca Atenágoras I, de forma a aproximar as duas Igrejas, afastadas havia séculos. Somente recentemente o diálogo entre elas foi efetivamente retomado, a fim de tentar recomeçar juntas, apagando o cisma.
Em 12 de fevereiro de 2016 o Papa Francisco tem um encontro histórico com o Patriarca de Moscou, Cirilo I, em Cuba. Os dois líderes se reúnem privadamente no aeroporto de Havana por duas horas e apresentam uma declaração conjunta, na presença do presidente Raul Castro. Um dos principais motivos para o encontro de reaproximação das igrejas é a violência que ameaça extinguir a presença de cristãos — católicos e ortodoxos — no Oriente médio e na África. Ambas se manifestam contra os ataques extremistas islâmicos e a destruição de monumentos cristãos, especialmente na Síria. Foi o primeiro encontro de um líder da Igreja Ortodoxa Russa com um Papa católico romano em quase 1000 anos.